# 食品容器

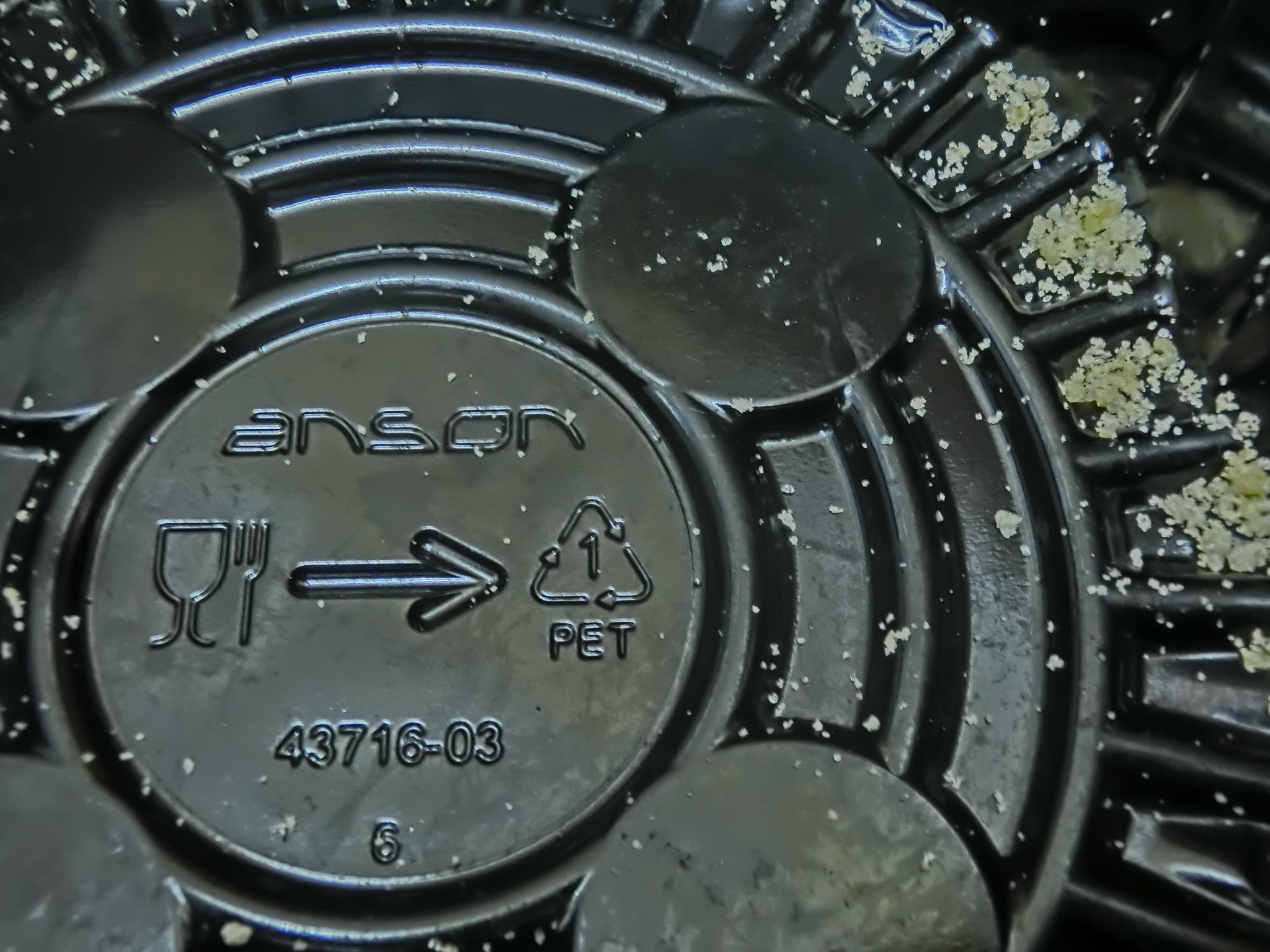
塑胶食品容器

食品容器（英文：Food contact materials、日文：食品用器具材料）為用來裝載並會與食物直接接觸的容器。例如：玻璃、裝飲料的罐子；也包括工廠中生產食物的機械和咖啡機。
食品接觸材料可以由多種材料製成，包括塑膠、橡膠、紙張、塗層、金屬等。在許多情況下，使用組合；例如，果汁紙盒可以包括（從內到外）塑膠層、鋁、紙張、印刷和頂部塗層。
食品與容器接觸的過程中，容器材質的分子可能轉移到食物上。據此，許多國家都制定食品容器相關法規以確保食品安全。

## 食品安全標誌

酒杯和叉子的象徵

國際上表示「食品安全」材料的標誌是一個酒杯和叉子的符號。此符號表示產品中使用的材料被認為可以安全接觸食品。這包括食品和水容器、包裝材料、餐具等。該法規適用於任何用於接觸食品的產品，無論其材質是金屬、陶瓷、紙和紙板、塑膠或塗層。對於需要明確標示食品安全與否的產品，即當容器是否可用於盛放食品存在歧義時，使用該符號更為重要。該符號在北美、歐洲和亞洲部分地區使用。自歐盟框架法規 1935/2004 頒布以來，在歐洲銷售的產品必須加貼該符號。
在塑膠容器中，除了規定的塑膠分類標誌（例如，, , , ）之外，還需要食品安全保證，因為塑膠分類標誌沒有明確傳達食品安全特性（或更重要的是，缺乏食品安全特性）。
儘管不同國家的法律要求有所不同，但食品安全標誌通常保證：
- 容器表面不含任何可能在製造過程中接觸到的有毒污染物。
- 容器材料不得因使用（降解）而成為潛在的毒性污染源。這透過估算和規範材料的“遷移限值”來確保。根據歐盟法規，總遷移量限制為每平方分米潛在接觸面積10毫克物質。不同材料的特定遷移量會因溫度水平（食品溫度和儲存溫度）以及食品種類的不同而有所差異，取決於食品的pH值等變數。特定材料的毒性考慮因素可能包括該物質的致癌性。不同國家對這些方面的管理規定可能有所不同。[5][9][10]

「食品安全」標誌並不能保證所有條件下的食品安全。接觸食品的材料成分並非控制致癌物質遷移到食品的唯一因素；還有其他因素也可能對食品安全產生重大影響。例如：食品溫度、食品脂肪含量、與表面接觸的總時間。泡沫食品容器的安全性目前備受爭議，它很好地反映了這三個因素的影響。聚苯乙烯在接觸高溫或高脂肪食物時可能會融化，可能構成安全風險。在美國，與食品接觸的材料中苯乙烯單體的殘留量不得超過重量百分比的1%（高脂肪食品的殘留量不得超過0.5%）。
雙酚A二縮水甘油醚基環氧塗料廣泛用於塗覆與食品接觸的罐頭內壁，因此屬於食品接觸材料。該類材料及其類似物和結合物已被廣泛測試，並已開發出相應的分析方法。

## 食品接觸化學品
食品接觸化學品(FCC) 是指在食品加工、包裝、儲存或食用過程中與食品接觸的材料和物品中使用的或存在的化學物質。食品接觸材料包括玻璃、塑膠、鋁、鋼、紙、紙板、黏合劑、印刷油墨和塗料。它們用於各種食品接觸物品，例如保鮮膜、玻璃杯、馬克杯、瓶子、咖啡機、傳送帶、餐具或鍋具。
在與食品接觸的過程中，食品接觸化學物質可能會從這些材料擴散到食品中。化學物質的遷移取決於溫度、接觸時間（在加工或儲存過程中）、材料表面積與食品體積的比率、食品接觸材料的類型、食品接觸化學物質的物理化學性質以及食品的類型。
食品接觸化學品的例子包括用於製造食品接觸材料的單體、添加劑、顏料和金屬，也包括非故意添加的物質，如污染物、降解產物和反應副產物。